# Frente Andaluz de Liberación
El Frente Andaluz de Liberación (FAL) fue una organización política encuadrada en el nacionalismo andaluz surgida en 1986 de la confluencia entre un sector de la Unión de Juventudes Comunistas de España (UJCE) liderado por Antonio "Abderramán" Medina y la Asamblea Permanente de Estudiantes Universitarios Andaluces de Catalunya (APUAC), a quienes se sumaron sectores libertarios, en un intento por crear el Partido Socialista Unificado de Andalucía (PSUA), a semejanzas del PSUC catalán. 
En un primer momento, la organización se llamó Frente para la Liberación de Andalucía (FLA) y se les relacionó con varias actividades de terrorismo callejero. A pesar de ello, manifestaron su oposición a la lucha armada. Al poco tiempo adoptó su denominación definitiva de FAL.
Promulgan una república socialista de Corte aconfesional (con mayor apoyo al Islam) separada del resto de España.
En 1990 el FAL se encontraba entre las organizaciones que fundaron Nación Andaluza (NA), el principal partido independentista andaluz de la actualidad.

## Resultados Electorales
Únicamente se presenta a unas elecciones,las andaluzas de 1990, obteniendo 1633 votos, únicamente el 0.06% de los votos.